# Traffic shaping
Traffic shaping virker ved at jævne pakke-bursts i en trafikstrøm ud – eller med andre ord glatte de enkelte trafikstrømmes hastighedsvariationer ud:
Simpelt traffic shaping eksempel:
- Før traffic shaping: 10 pakker over et sek., 0 pakker over et sek., 10 pakker over et sek., 0 pakker over et sek.
- Efter traffic shaping: 1 pakke/0,2 sek.

Når mange trafikstrømme passerer en pakke flaskehals (logisk eller fysisk) er fordelene ved traffic shaping:
- Mindre pakkeforsinkelsesvariation (eng. jitter).
- Mindre pakketab.

On/off opførsel, især med hysterese, fremmer pakke-bursts:
- halv dupleks
- Port kø "flow"-control IEEE 802.3x.

Traffic shaping bliver ofte anvendt i kombination med:
- DiffServ, IntServ – inkl. trafik klassifikation og prioritering.
- Traffic shaping
- Weighted Round Robin, WRR.
- RED, WRED – Minsker muligheden for port kø tail-drop og dermed TCP global synchronization.
- Antal port køer.
- VLAN IEEE 802.1p og IEEE 802.1D.

### Lag 7 firewall/traffic shaper
- Freeware, open source: Linux firewall-program: netfilter/iptables project homepage. The netfilter/iptables project. Kernet 2.6 iptables er en firewall med udvidelig NAT protokolunderstøttelse.
  - Application Layer Packet Classifier for Linux Citat: "...This is a classifier for the Linux kernel's Netfilter subsystem that identifies packets based on application layer data (OSI layer 7). This means that it can classify packets as HTTP, FTP, Gnucleus, eDonkey2000, etc, regardless of port. Our classifier complements existing ones that match on route, port numbers and so on..."